# Diocesi di Feno
La diocesi di Feno (in latino Dioecesis Phaenesiensis in Palaestina) è una sede soppressa del patriarcato di Gerusalemme e una sede titolare della Chiesa cattolica.

## Storia
Feno, identificabile con Khirbet-Fenan nel Wadi Araba in Giordania, è un'antica sede vescovile della provincia romana della Palestina Terza nella diocesi civile d'Oriente. Faceva parte del patriarcato di Gerusalemme ed era suffraganea dell'arcidiocesi di Petra.
Feno era famosa per le sue miniere di rame, e forse fu in questa località che gli Ebrei, nel loro viaggio verso la "terra promessa", si costruirono il serpente di bronzo, come è raccontato nel libro dei Numeri (21, 4-10). Le miniere furono anche il luogo principale dove venivano mandati i condannati ai lavori forzati nelle regioni della Palestina; tra questi anche molti martiri cristiani, secondo quanto racconta Eusebio di Cesarea nell'opera I martiri di Palestina. Tra i martiri si ricorda in particolare, san Silvano, vescovo di Gaza.
Forse fu proprio la presenza dei condannati ai lavori forzati, tra cui molti cristiani, a dare origine alla locale comunità cristiana, la cui diocesi è documentata nel V e VI secolo. Sono cinque i vescovi conosciuti di Feno: Saida, che prese parte al concilio di Efeso del 431; Caiuma, che partecipò al concilio conosciuto come brigantaggio di Efeso nel 449; Pietro, che prese parte al concilio di Gerusalemme del 518 e sottoscrisse la lettera sinodale del patriarca Giovanni di Gerusalemme contro Severo di Antiochia; Giovanni, che nel 536 firmò gli atti del sinodo convocato dal patriarca Pietro contro Antimo di Costantinopoli e che vide riuniti assieme i vescovi delle Tre Palestine; infine gli scavi archeologici hanno riportato alla luce l'iscrizione di una chiesa di Feno, consacrata al tempo del vescovo Teodoro nel 587/8.
Dal 1933 Feno è annoverata tra le sedi vescovili titolari della Chiesa cattolica; la sede finora non è mai stata assegnata.

## Cronotassi dei vescovi
- Saida † (menzionato nel 431)
- Caiuma † (menzionato nel 449)
- Pietro † (menzionato nel 518)
- Giovanni † (menzionato nel 536)
- Teodoro † (menzionato nel 587/8)